# 僕と君の大切な話
『僕と君の大切な話』（ぼくときみのたいせつなはなし）は、ろびこによる日本の少女漫画。相沢のぞみという女の子と東司朗という男の子が、男女観などについて意見を交わしながら親しくなっていくさまを描いたラブコメディである。
本作は『デザート』（講談社）において、2015年から2019年まで連載された。全36話で、コミックスはKCデザートから計7巻刊行されている。また、連載終了後の2020年には講談社漫画賞を受賞している。

## あらすじ
平和台高校に通う女子高校生・相沢のぞみは、1年生のとき、同学年の男子・東司朗と出会い、恋に落ちる。その後しばらく、のぞみは司朗に話しかけられずにいたが、2年生に進級後、学校の最寄り駅で司朗に話しかけ、告白する。彼女の告白を司朗は冗談と勘違いするが、この日を境に2人は下校途中に駅のベンチで話す間柄になる。
ある日、司朗とのぞみは、同学年のモテ男・環和臣から「自分を変えたい」と相談される。2人の会話からヒントを得た環は、翌日、髪型を変えて登校する。のぞみは環の変化に衝撃を受けて思わず司朗のもとを訪れるが、これがきっかけとなり、2人は校内でも話すようになる。
2学期も終わりにさしかかったある日、司朗は、のぞみの親友・浜田まりんから「のぞみの告白を断るとは何事か」と詰られる。のぞみの告白を冗談と思い込んでいた司朗はこれを期にのぞみを意識し始め、休日ものぞみに会って話をしたり、のぞみに材を取った創作小説を書き始めたりといった行動をとるようになる。
3学期に入り、司朗とのぞみは初のデートに臨み、デートは無事成功に終わる。その後、司朗は創作小説を完成させ、のぞみに告白。のぞみも告白を受諾し、2人は交際を始める。そして季節は巡り、ある夏の日、3年生になった司朗はのぞみに新しい創作小説の構想を明かす。彼のパソコンには、「僕と君の大切な話」と題した文章が収められていた。

## 登場人物
相沢 のぞみ（あいざわ のぞみ）
本作の主人公。平和台高校の女子生徒。クラスは2年2組→3年1組。12星座はかに座で、血液型はO型。
元良家の子女で、龍二という弟がいる。平和台高校では美人として名の知れた存在であり、浮世離れした雰囲気から周りの生徒に距離を置かれがちで、一部の生徒からは「クール」という印象を持たれている。しかし、実際は豊かな感情表現と優しい性格の持ち主。司朗に恋しているが、想いが高じるあまり、校内でストーキングを働いている。
東 司朗（あずま しろう）
本作のもう1人の主人公。平和台高校に通う、のぞみと同じ学年の男子。2年生のときのクラスは4組で、のぞみとは違うクラスだったが、3年生では同じクラスになっている。12星座はおうし座で、血液型はA型。
学級委員のような風貌をした男子高校生。理屈屋で、周囲と一線を画した人間観を持つ。叔母が4人おり、その影響で女性に手厳しい。加えて読書家という一面も持ち、自身も小説を創作している。まりんをはじめとした文芸部の面々とも交流があり、部員からはしばしば創作作品の論評を求められている。
環 和臣（たまき かずおみ）
平和台高校随一のモテ男。12星座はおとめ座で、血液型はB型。2年生のときは司朗やのぞみとは違うクラスに在籍していたが、3年生では2人と同じクラスになっている。
イケメンで、女子からはちやほやされ、男子からも合コン要員として重宝されている。一方で自身は己の立場に疑問を抱き、自分探しをしている。司朗やのぞみとも自分探しがきっかけで交流を持ち、このうち、のぞみには一時恋心も抱くが、彼女が司朗に恋していると知って身を引いている。
浜田 まりん（はまだ まりん）
平和台高校の文芸部の部長。12星座はてんびん座で、血液型はA型。
のぞみの親友で、彼女とは「のぞみん」「はまりん」と呼び合う間柄。2年生のときはクラスも同じだったが、3年生では違うクラスになっている。のぞみのことは大切に思っているが、それゆえ彼女の想い人である司朗に嫉妬心を抱いている。他方で自身はカフェインに惹かれており、2年の3学期から彼と交際している。
カフェイン
司朗のクラスメイト。カフェインという名前は両親がコーヒー屋で出会ったことにちなんだあだ名であり、本名は高橋卓也。12星座はふたご座で、血液型はO型。
作中では身の回りで起きた喧嘩を仲裁したりしており、周囲からは「いい人」として扱われている。初登場時点では恋人もいたが、彼女には二股をかけられており、後に振られる。その後はまりんに興味を抱くようになり、2年の3学期から彼女と交際している。
一ノ宮 鈴（いちのみや スズ）
司朗の4番目の叔母。司朗と同じ高校に通っており、学年は彼の1つ上に当たる。12星座はふたご座で、血液型はA型。
男勝りで腕っぷしも強く、司朗には雑な対応をとることが多いが、その実、寂しがりや。司朗の幼馴染・伊藤圭介から想いを寄せられているが、当人は1年のときから野呂という教師に片思いしており、卒業前に司朗を巻き込んで出待ちを敢行するが、失恋する。

## 作風とテーマ
本作は会話劇であり、高校生の男女が親密になっていく様子が会話主体で描かれている。作中で描かれる2人のやり取りは軽妙で、じわじわと読者を笑わせていく。さらに本作はシチュエーション・コメディの要素も包含しており、物語の進展に伴ってメインとなるシチュエーションを切り替えつつ、主人公2人の会話が描かれている。
本作のテーマは「男女の価値観の違い」である。主人公2人の会話でもこのテーマが主要な話題になっており、2人が繰り広げる会話は女性も男性も「あるある」と共感できる内容に仕上がっている。また、キャラクター造形もこのテーマを反映したものとなっており、主人公2人は作者自身の女性観と男性観をベースに生み出されている。この他、主人公2人以外のキャラクターについても、2人とは異なる男女観を提示する役割が与えられている。

## 制作背景
作者のろびこ曰く、本作の原案は「中学生の男女がゲーセンでただ延々と思春期の男女について語る、思春期あるある話」である。この案は漫画を描くときに聴いていたラジオに影響を受け、アングラなトークなど「ラジオっぽいもの」を漫画でやりたいという思いから生まれたもので、初期段階ではネタは全て下ネタにする予定だった。ただ、当初は連載物にする予定はなく、ショート漫画としてインターネット上で発表するつもりだったという。
他方でろびこは『となりの怪物くん』の次の連載作の構想が固まらないという事情を抱えていた。そんな折、ろびこが担当編集者に「思春期あるある話」のことを話したところ、好感触が得られた。そのため予定を変更して連載企画に回し、さらに少女漫画らしくアレンジした結果、誕生したのが本作である。
なお、ろびこは、本作に先立って、少女漫画家を目指す男子が小悪魔女子に翻弄されるという読み切り「マサムネくんのススメ」を描いており、この読み切りが本作の下地になっている。また、前作『となりの怪物くん』では「キャラクターの掛けあい」を評価されることが多かったといい、本作が会話劇というスタイルになった裏には、その長所に特化した作品を作ったらどうなるか、という考えもあったという。

## 評価
本作は連載中から複数の漫画賞にノミネートされている。このうち、このマンガがすごい!2017ではオンナ編の8位、みんなが選ぶTSUTAYAコミック大賞2018ではネクストブレイク部門の3位にランクインしている。また、講談社漫画賞の少女部門には2019年度・2020年度と連続でノミネートされており、2020年度に受賞を果たしている。
出版取次・日本出版販売の調査によると本作の主な読者層は20歳代の女性であり、2016年8月の時点では読者の9割が女性だったという。一方で本作の内容は男女問わず楽しめるものになっており、講談社漫画賞の選考でもとりわけ男性の選考委員から高い評価を受けている。

## 書誌情報
- ろびこ 『僕と君の大切な話』 講談社〈KCデザート〉、全7巻
  1. 2016年3月11日第1刷発行（同日発売[講 1]）、ISBN 978-4-06-365856-9
  2. 2017年3月13日第1刷発行（同日発売[講 2]）、ISBN 978-4-06-365899-6
  3. 2017年11月13日第1刷発行（同日発売[講 3]）、ISBN 978-4-06-510420-0
  4. 2018年7月13日第1刷発行（同日発売[講 4]）、ISBN 978-4-06-512229-7
  5. 2019年1月11日第1刷発行（同日発売[講 5]）、ISBN 978-4-06-514236-3
  6. 2019年8月9日第1刷発行（同日発売[講 6]）、ISBN 978-4-06-516715-1
  7. 2020年3月13日第1刷発行（同日発売[講 7]）、ISBN 978-4-06-518969-6

なお、最終巻では、ミニ画集を同梱した特装版もリリースされている。